# Límite de Banach
En análisis matemático, un límite de Banach es un funcional lineal continuo {\displaystyle \phi :\ell _{\infty }\to \mathbb {R} } definido sobre el espacio de Banach {\displaystyle \ell _{\infty }} para toda sucesión acotada de números complejos tales que para sucesiones {\displaystyle x=(x_{n})} y {\displaystyle y=(y_{n})} cualesquiera, se cumplen las siguientes condiciones:
1. {\displaystyle \phi (\alpha x+\beta y)=\alpha \phi (x)+\beta \phi (y)} (linealidad);
2. Si {\displaystyle x_{n}\geq 0} para todo {\displaystyle n\geq 1}, entonces {\displaystyle \phi (x)\geq 0};
3. {\displaystyle \phi (x)=\phi (Sx)}, donde {\displaystyle S} es un operador escalera definido por {\displaystyle (Sx)_{n}=x_{n+1}}.
4. Si {\displaystyle x} es una sucesión convergente, entonces {\displaystyle \phi (x)=\lim x}.

Por lo tanto, {\displaystyle \phi } es una extensión del funcional continuo {\displaystyle \lim x:c\mapsto \mathbb {C} .}
En otras palabras, un límite de Banach extiende el límite usual, es invariante (al desplazamiento) y positivo. Sin embargo, existen sucesiones para las cuales los valores de dos límites de Banach no concuerdan. Se dice que el límite de Banach no es únicamente determinado en este caso.
La existencia de límites de Banach es comúnmente demostrada haciendo uso del teorema de Hahn–Banach (aproximación analítica) o haciendo uso de ultrafiltros (esta aproximación es más frecuente en exposiciones conjuntistas). Vale la pena destacar que, esas demostraciones hacen uso del axioma de elección (luego son llamadas demostraciones no efectivas).

## Casi convergencia
Existen sucesiones no convergentes las cuales tienen únicamente determinados límites de Banach. 
Por ejemplo, si {\displaystyle x=(1,0,1,0,\ldots )},
entonces {\displaystyle x+S(x)=(1,1,1,\ldots )} es una sucesión constante, y {\displaystyle 2\phi (x)=\phi (x)+\phi (Sx)=1} se cumple. Por lo tanto, para cualquier límite de Banach esta sucesión tiene como límite {\displaystyle {\frac {1}{2}}}.
Una sucesión {\displaystyle x} con la propiedad que, para todo límite de Banach {\displaystyle \phi }, el valor {\displaystyle \phi (x)} es el mismo, es llamada casi convergente.

## espacios Ba
Dada una sucesión en c, el límite ordinario de la sucesión no surge de un elemento de {\displaystyle \ell ^{1}}. Por lo tanto, el límite de Banach sobre {\displaystyle \ell ^{\infty }} es un ejemplo de un elemento del espacio dual continuo {\displaystyle \ell ^{\infty }} que no está en {\displaystyle \ell ^{1}}.  El dual de {\displaystyle \ell ^{\infty }} es conocido como el espacio ba, y consiste en todas las medidas finitamente aditivas del sigma-álgebra de todos los subconjuntos de los números naturales.